# Gbeľany
Gbeľany és un poble i municipi d'Eslovàquia que es troba a la regió de Žilina, al centre-nord del país.

## Història
La primera menció escrita de la vila es remunta al 1362.

## Demografia
| Godina             | 1994 | 2004   | 2014   | 2024    |
| ------------------ | ---- | ------ | ------ | ------- |
| Nombre de persones | 1151 | 1244   | 1225   | 1586    |
| Diferència         |      | +8,07% | −1,52% | +29,46% |

| Godina             | 2023 | 2024   |
| ------------------ | ---- | ------ |
| Nombre de persones | 1567 | 1586   |
| Diferència         |      | +1,21% |